# Kirkibost
Kirkibost é uma ilha da Escócia.